# WMS Industries
WMS Industries, Inc. est une entreprise américaine, holding d'entreprise de jeux et de divertissement électronique situé à Chicago dans l'Illinois aux États-Unis, créée en 1974. À son lancement WMS Industries, possède Williams Electronics Games, axée sur les jeux vidéo et les flippers notamment via sa filiale Bally Midway Manufacturing company (renommée Midway Games en 1996 et revendue en 1998). L'entreprise quitte le secteur du jeu vidéo ainsi, et le secteur du flipper en 1999. En 2013, WMS Industries est devenu filiale en propriété exclusive de Scientific Games. Les principales filiales d'exploitation de WMS Industries sont WMS Gaming et Williams Interactive, centrées sur le secteur des machines à sous et de la loterie vidéo. Les racines de WMS Industries remontent à 1943, dans l’entreprise de fabrication Williams fondée par Harry E. Williams.

## Historique

Premier logo de WMS Industries

WMS Industries trouve ses racines en 1943, quand Harry E. Williams fonde l’entreprise de fabrication Williams Manufacturing Company. La holding WMS Industries est fondée à l’époque de Williams Electronics Games, Inc., créée en 1974.
En 1988 WMS Industries rachète Bally Midway Manufacturing Company qui la renomme Midway Games en 1996.
En 1996, WMS Industries transfère tous les droits d'auteur et les marques de ses jeux vidéo à Midway Games dont Defender, Robotron: 2084 et Joust en échange de droits et d'actifs des flippers Bally. En 1998, WMS Industries revend 86,8% de sa participation restante dans Midway Games aux actionnaires, ce qui fait de Midway Games une entreprise indépendante pour la première fois depuis près de 30 ans.
Midway Games devient donc indépendant en 1998 et WMS Industries quitte donc, l'industrie du jeu vidéo. Depuis cette date, l’entreprise centre son activité sur le secteur des machines à sous et de la loterie vidéo par l'intermédiaire de deux filiales, WMS Gaming créé en 1991 et Williams Interactive en 2012.